# Moritz Küpper
Moritz Severin Küpper (* 1980 in Köln) ist ein deutscher Politologe, Hörfunkjournalist und bis 15. April 2021 Landeskorrespondent für Nordrhein-Westfalen beim Deutschlandfunk in Düsseldorf.

## Leben
Er studierte Politikwissenschaften, Volkswirtschaft und Kommunikationswissenschaft sowie Journalistik in Köln, Washington, D.C. und München an der Deutschen Journalistenschule und promovierte 2012 an der  Rheinischen Friedrich-Wilhelms-Universität Bonn im Fachbereich Politikwissenschaften mit der Dissertation Politik kann man lernen. Politische Seiteneinsteiger in Deutschland. Er berichtete für die Kölnische Rundschau, die Frankfurter Rundschau, Handelsblatt, Spiegel Online, die Süddeutsche Zeitung und die Deutsche Presse-Agentur (dpa). Von 2007 bis 2009 arbeitete er als Redakteur beim Wirtschaftsmagazin Capital. Ab 2009 war er Online-Redakteur und ab April 2010 Sportredakteur und Moderator beim Deutschlandfunk, während er seine Doktorarbeit über Seiteneinsteiger in die Politik abschloss. 2015 wechselte er bis Mitte April 2021 als Landeskorrespondent Nordrhein-Westfalen nach Düsseldorf. Danach war er für selbigen Sender als Auslandskorrespondent im EU-Zentrum Brüssel tätig.
Die Hochschule Macromedia führt ihn als einen ihrer Referenten. Er ist unter anderem Autor und Mitwirkender der werktäglichen Sendung Informationen am Morgen und der täglichen Sendung Informationen am Mittag sowie Informationen am Abend im Deutschlandfunk. Ein grammatikalisches Markenzeichen seiner Radiobeiträge ist die häufige Verwendung einer Linksversetzung.

## Schriften
- Moritz Küpper: Politik kann man lernen – Politische Seiteneinsteiger in Deutschland. Mitteldeutscher Verlag, Halle an der Saale 2013, ISBN 978-3-95462-152-1.
- Moritz Küpper, Tilman Mayer: Die Joker. Warum unsere Gesellschaft Generalisten braucht. Bouvier, Bonn 2014, ISBN 978-3-416-03373-2.
- Moritz Küpper: Rücktritte. Über die Kunst ein Amt zu verlassen. Tectum, Baden-Baden 2017, ISBN 978-3-8288-3846-8.
- Moritz Küpper: Es war einmal ein Spiel. Die Werkstatt, Göttingen 2017, ISBN 978-3-7307-0320-5.
- Tobias Blasius, Moritz Küpper: Der Machtmenschliche. Armin Laschet. Die Biografie. Klartext, Essen 2020, ISBN 978-3-8375-2335-5.